# Stefania marahuaquensis
Stefania marahuaquensis (tên tiếng Anh: Rana Stefania Del Marahuaka) là một loài ếch thuộc họ Hemiphractidae.
Đây là loài đặc hữu của Venezuela.
Môi trường sống tự nhiên của chúng là rừng ẩm vùng đất thấp nhiệt đới hoặc cận nhiệt đới, vùng núi ẩm nhiệt đới hoặc cận nhiệt đới, và sông ngòi.